# Rječina
Rječina (italsky Fiumara) je malý vodní tok, který se nachází v západní části Chorvatska. Dlouhá je 19 km, ústí do Jaderského moře ve městě Rijece. Samotné město bylo pojmenováno právě podle této řeky.
Řeka teče hlubokým kaňonovitým údolím, které je široké cca 9 až 16 m. Pramení v krasové oblasti v nadmořské výšce 325 m n. m. pod vrcholem Kičej. Pramen řeky v tomto místě je doložen od roku 1870. Od roku 1915 se voda z řeky využívá pro vodovodní řad města Rijeka. V samotném městě potom ústí do moře v tzv. Mrtvém kanálu. U vesnice Valići je řeka přehrazena malou vodní elektrárnou.
Největší přítoky Rječiny jsou Sušica, Lužac, Zala, Zahumčica, Golubinka, Ričinica a Borovšćica.